# Getreidesilo Halberstadt

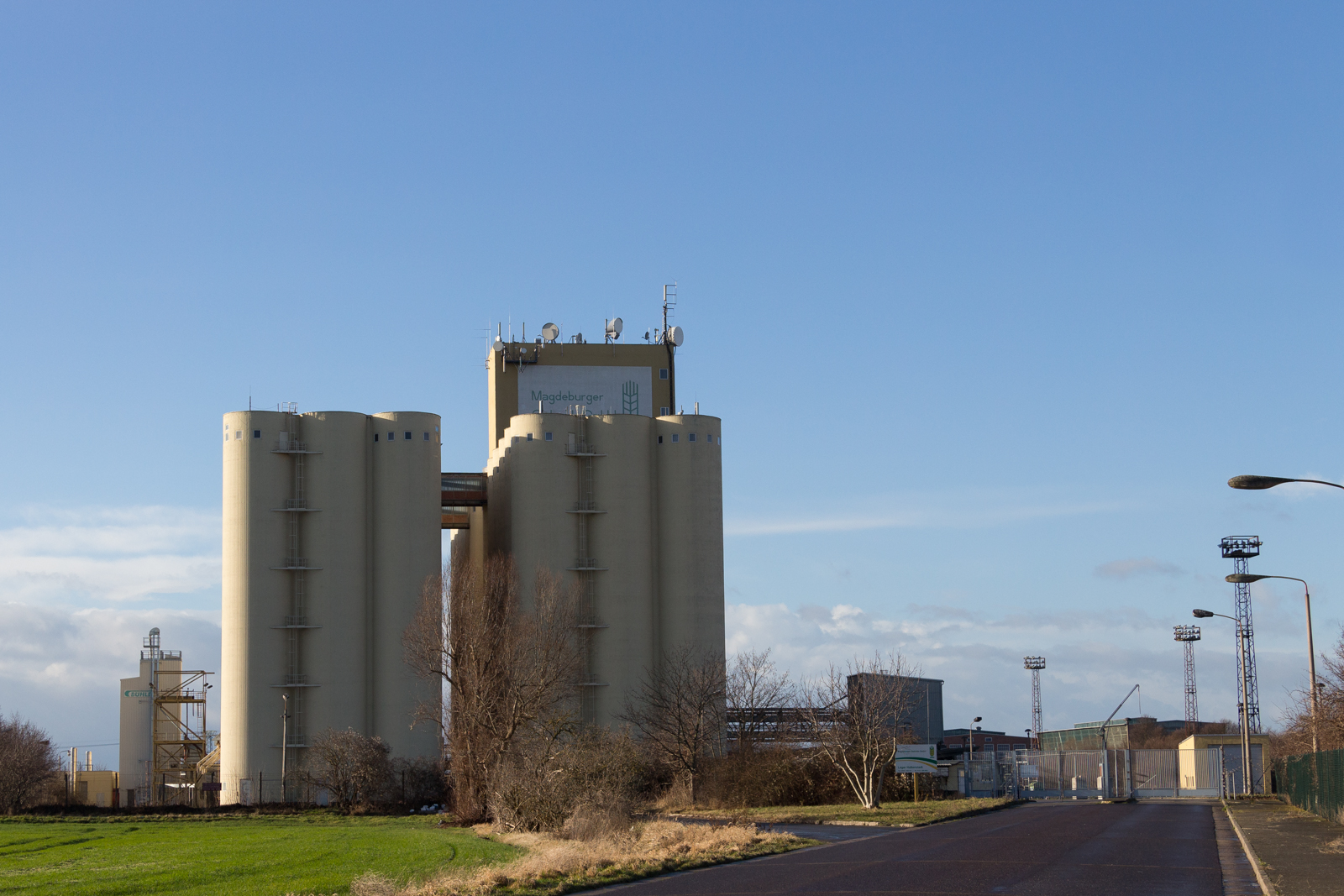
Ansicht von Osten

Das Getreidesilo Halberstadt, auch Großsilo Halberstadt, ist ein in den Jahren 1972 bis 1985 errichtetes Getreidesilo mit einer Lagerkapazität von circa 75.000 Tonnen Getreide. Es gehört heute der Magdeburger Getreide GmbH mit Sitz in Vahldorf bei Magdeburg.

## Planung und Bau
Gegen Ende der 1960er Jahre wurde zur Rationalisierung der Getreideproduktion- und Lagerung im Harzvorland ein Standort zum Bau eines Getreidesilos nach Einheitsbauweise gesucht. In Frage kamen dabei verschiedene Standorte, so auch eine Ackerfläche bei Halberstadt als auch ein Standort zwischen Osterwieck und Badersleben. Aufgrund der Nähe zur innerdeutschen Grenze wurde jedoch die Planung bei Osterwieck bald aufgegeben und Halberstadt als favorisierter Bauplatz avisiert.
Die Baufläche, die sich in Halberstadt am Ortsausgang nach Quedlinburg befindet, wurde neben bereits bestehenden Lagerhallen des VEB Getreidewirtschaft Halberstadt ausgehoben. Dazu wurden einerseits die Grundfläche des Silos mit den Maßen 110 × 70 m als auch weitere Gruben ausgehoben, auf denen später weitere Lagerhallen, Garagen, Werkstätten sowie Sozialräume entstanden. Außerdem wurde für den Annahmebau auf 15 m Tiefe gesprengt.
Das Getreidesilo selbst steht auf einer 110 × 70 m großen Betonplatte, die bis zu 10 m tief im Boden auf Granit verankert ist. Nach dem Gießen der Bodenplatte wurden mit Holzverschalungen die Silozellen als auch die Maschinenhäuser in Stahlarmierungen gegossen. Ursprünglich waren 36 Silozellen in zwei Zellentrakten geplant, während des Baus wurde allerdings entschieden, zwei weitere Zellentrakte mit je 18 Zellen zusätzlich zu errichten. Bei dem Silobau handelt es sich um ein Typenprojekt des VEB Industriebaukombinat Magdeburg, das flächendeckend in der gesamten ehemaligen DDR Verwendung fand. Ausgeführt wurde der Bau von zahlreichen örtlichen Firmen, Hauptbauherr war der VEB Speicherbau Erfurt.
In den Jahren 1975/76 war der Rohbau des Getreidesilos fertiggestellt. Aufgrund von Schwierigkeiten bei der Materialbeschaffung und Finanzierungsproblemen wurde im Jahr 1976 ein Baustopp verhängt, der bis 1982 aufrechterhalten blieb; erst dann begann die Vollendung des Getreidesilos mit dem Einbau der Fördertechnik und Steuerungsanlagen.
Des Weiteren wurden ein eigenes Anschlussgleis zum Streckennetz der Deutschen Reichsbahn und eine Bahnverladung errichtet. Für den Rangierbetrieb besaß man auch eigene Lokomotiven, mit denen auch andere Anlieger im Gewerbegebiet bedient wurden.
Erster Betriebsmonat war der November 1984. Bei der Eröffnung waren sowohl zahlreiche Führungspersonen des Bezirks Magdeburg als auch der damalige Landwirtschaftsminister Bruno Lietz anwesend. Das Silo wurde erstmals zur Ernte 1985 voll belegt.

## Erste Betriebsjahre
In den Jahren nach der Inbetriebnahme wurde die Anlage im Dreischichtbetrieb 365 Tage im Jahr gefahren. In Spitzenzeiten waren über 200 Menschen auf dem Gelände beschäftigt. Es gab betriebseigene Elektriker, Tischler, Schlosser, Reinigungskräfte usw. Außerdem bestand ein moderner Fuhrpark aus IFA W40 und W50 Hängerzügen sowie ZT-300 und ZT-303 Traktoren. Umschlagsmengen von über 100.000 Tonnen Getreide im Jahr sowie die Beladung von Ganzzügen in die gesamte DDR zeugen von der modernen und fortschrittlichen Technik der Anlage.

## Aufbau, Technik und Steuerung
Die gesamte Fördertechnik erreicht eine Förderleistung von 100 t/h. Als Horizontalförderer werden Trogkettenförderer (TKF) eingesetzt, zur Vertikalbewegung Becherwerke. Die Hauptbecherwerke erreichen eine Höhe von bis zu 58 m, das Getreide wird – vom Annahmebau per TKF kommend, zuerst bis auf 58 m Höhe befördert und anschließend via Rohrleitungen (250 mm Durchmesser) und weiteren TKF in die Silozellen befördert. Es gibt sechs Annahmen, davon zwei Bahnannahmen mit einem Fassungsvermögen von 80 Tonnen. Es gibt zwei Maschinenhäuser, das große und das kleine. In ihnen befinden sich die Becherwerke.
Die Silozellen erreichen eine Höhe von 40 m und besitzen eine Lagerkapazität von 900 bis 1000 t Weizen. Sie sind in Zellentrakten eingeordnet; jeder Zellentrakt besteht aus 18 „großen“ und 10 „kleinen“ Silozellen, sogenannten Zwickelzellen, die sich in den Hohlräumen zwischen den „großen“ Silozellen befinden. Eine Zwickelzelle kann circa 230 bis 250 Tonnen Getreide aufnehmen. Insgesamt gibt es 102 Silozellen. Zellentrakt 1 und 3 können durch Kühlgeräte belüftet werden, Zellentrakt 2 wird gerade zur Belüftung umgebaut.
Zur Verladung wird das Getreide unter den Silozellen via TKF entnommen, erneut in einem Becherwerk nach oben befördert und anschließend zur Verladung bewegt. Es gibt drei Verladestellen, zwei an den Längsseiten des Baus und einmal in der Fahrgasse längs zwischen den Zellentrakten. Weiterhin besteht an zehn Silozellen die Möglichkeit, direkt per Verladerohr auf LKW zu verladen. Auf der Südseite des Baus befindet sich eine im Jahr 2011 errichtete Trocknungsanlage der Firma Bühler, die mit Stadtgas befeuert wird und eine Stundenleistung von bis zu 60 Tonnen erreichen kann.
Die Steuerung der gesamten Anlage erfolgt aus der Schaltwarte, in der via Fließbild und Start-Ziel System die Fördertechnik bedient wird. Die Schalttafel hat eine Länge von über zehn Metern.

## Situation heute

Sonnenaufgang auf dem Dach mit Blick Richtung Osten

Das Getreidesilo gehört heute der Magdeburger Getreide GmbH, als Rechtsnachfolger des ehemaligen VEB Getreidekombinat Magdeburg bzw. dessen untergeordneten VEB Getreidewirtschaft Halberstadt. Es herrscht reger Warenumschlag, sowohl Landwirte aus der Region als auch internationale Kunden be- und entladen ihre Fahrzeuge, die dazu an der Fahrzeugwaage gewogen werden. Die Bahnverladung wurde im Jahr 2007 eingestellt. Im Waagengebäude werden außerdem alle nötigen Analysen bei der Warenein- und Ausgangskontrolle bzw. zur Qualitätssicherung während der Lagerung durchgeführt.
Während der Ernte wurden bereits Einlagerungsmengen von über 4000 Tonnen am Tag erreicht. Angenommen werden Weizen, Gerste, Roggen, Hafer, Mais, Triticale, Sonnenblumenkerne, Dinkel und weitere Fruchtsorten. Raps wird in Lagerhallen in direkter Nähe des Getreidesilos gelagert. Außerdem werden Mineraldünger und Saatgut verkauft.
Von den einst über 200 Mitarbeitern auf dem gesamten Betriebsgelände sind heute für den Normalbetrieb der Siloanlage nur noch drei Personen notwendig. Es werden außerdem Lehrlinge im Beruf Fachkraft für Lagerlogistik ausgebildet.

## Trivia
- Während des Baus des Silos wurde ein Arbeiter vorschriftswidrig mittels einer „Betonbombe“, die an einem Kran hing, in eine Silozelle hinabgelassen. Während seiner Fahrt fiel der Strom aus, sodass der Arbeiter mehrere Stunden ausharren musste, bevor er gerettet werden konnte.
- Als das Silo im Rohbau fertiggestellt war, herrschte in der örtlichen Bevölkerung großer Aufruhr, da man nicht wusste, welchem Zweck der Bau dienen sollte. Es ging die weitverbreitete Meinung, dass es sich um Raketenabschussbasen handele.
- Da während des achtjährigen Baustopps ein Teil der Fördertechnik bereits eingebaut war, waren die Ketten der Trogkettenförderer so stark verrostet, dass sie in Meterstücken herausgebrochen werden mussten. Danach waren mehrere Mitarbeiter über Monate damit beschäftigt, den Rost von den Ketten abzuklopfen und zu lösen. Ein Teil dieser Ketten ist heute immer noch im Einsatz.
- Die großen Betonflächen um die Anlage herum können für Veranstaltungen aller Art gemietet werden.
- Vom Dach des großen Maschinenhauses ist bei gutem Wetter eine Sicht sowohl zum Brocken als auch bis Magdeburg möglich.